# Марія Вірдаґ
Марія Вірдаґ (нід. Maria Vierdag, 22 вересня 1905, Амерсфорт, провінція Утрехт — 17 липня 2005, Амстердам) — нідерландська плавчиня.
Призерка Олімпійських Ігор 1932 року, учасниця 1924, 1928 років.
Чемпіонка Європи з водних видів спорту 1927, 1931 років.

## Життєпис
Марія Вірдаґ брала участь в Олімпійських іграх 1924 і 1928 років, але залишилась без медалей. Нарешті на третій своїй Олімпіаді 1932 року в Лос-Анджелесі їй вдалося вигравти срібну медаль в естафеті 4×100 вільним стилем.
У 1927 році вона стала чемпіонкою Європи, коли після боротьби з британкою Джойсі Купер Вірдаг отримала титул, бо Купер була надто втомлена, щоб брати участь у запливі. Британська плавчиня взяла реванш в естафеті, коли її збірна перемогла збірну Голландії. На змаганнях 1931 року Вердаг здобула свій другий титул чемпіона Європи, вигравши естафету 4×100 вільним стилем. Вона виграла лише один національний чемпіонат, на дистанції 100 м вільним стилем у 1929 році, але встановила вісім національних рекордів, включно з одним на дистанції 1500 м вільним стилем. Крім того, час, який голландці показали в на Олімпіаді Лос-Анджелесі, став європейським рекордом. Вірдаг померла у 2005 році, лише за два місяці до свого 100-річчя. Вона була однією з перших голландських плавців світового класу, а пізніше стала вчителем фізкультури та фізіотерапевтом.